# Guillén de Castro
Guillén de Castro y Bellvís (4. listopadu 1569 Valencie – 28. června 1631 Madrid) byl španělský dramatik a herec. Pocházel ze šlechtické rodiny a v mládí byl členem akademie Nocturnos.
Jeho hlavním dílem je Las mocedades del Cid. Napsal kolem čtyřiceti komedií. Zemřel v chudobě.